# Riele Downs
Riele West Downs (ur. 8 lipca 2001 w Toronto) – kanadyjsko-amerykańska aktorka telewizyjna i filmowa (o korzeniach Jamajskich), znana głównie z roli Charlotte Page, jednej z głównych postaci w serialu Nickelodeon Niebezpieczny Henryk. Gra w produkcjach Nickelodeon takich jak Tiny Christmas, niejednokrotnie dostawała też rolę w innych filmach na skalę światową takich jak Historia Gabby Douglas. Jej siostra Reiya Downs jest również aktorką, która wystąpiła w Degrassi: Nowe pokolenie.

## Filmografia
- 2004: Ojciec mojego dziecka jako Mocha Latte
- 2005: Czterej bracia jako Amelia Mercer
- 2007: Da Kink in My Hair jako Shawnee (gościnnie)
- 2008: ReGenesis jako młoda Jamila Thompson
- 2008: Confessions of a Porn Addict jako Córka sąsiadów
- 2010: Weź Tubę na próbę jako Karinna
- 2010: Nowe gliny jako Dziewczynka (gościnnie)
- 2011: A Russell Peters Christmas Special
- 2013: Czas na przyjaźń jako Faith
- 2014: Historia Gabby Douglas jako Arielle Douglas (nastolatka)
- 2014-2020: Niebezpieczny Henryk jako Charlotte Page
- 2017 Tiny Christmas jako Emma
- 2018: Przygody Niebezpiecznego Henryka jako Charlotte (dubbing)